# Coppa del Re 2021 (hockey su pista)
La Coppa del Re 2021 è stata la 77ª edizione della principale coppa nazionale spagnola di hockey su pista. La competizione ha avuto luogo con la formula della final eight dal 10 al 13 giugno 2021 presso il Pazo dos Deportes de Riazor di La Coruña.
Il trofeo è stato conquistato dal Deportivo Liceo per la decima volta nella sua storia superando in finale il Barcellona.

## Squadre partecipanti
Le squadre qualificate sono le prime sette classificate al termine del girone di andata dell'OK Liga 2020-2021.
| Club            | Qualificazione                             |
| --------------- | ------------------------------------------ |
| Deportivo Liceo | 1º posto nel girone di andata dell'Ok Liga |
| Barcellona      | 2º posto nel girone di andata dell'Ok Liga |
| Reus Deportiu   | 3º posto nel girone di andata dell'Ok Liga |
| Caldes          | 4º posto nel girone di andata dell'Ok Liga |
| Lleida          | 5º posto nel girone di andata dell'Ok Liga |
| Voltregà        | 6º posto nel girone di andata dell'Ok Liga |
| Noia            | 7º posto nel girone di andata dell'Ok Liga |
| Girona          | 8º posto nel girone di andata dell'Ok Liga |

## Risultati

### Quarti di finale
| Squadra 1       | Risultato | Squadra 2 |
| --------------- | --------- | --------- |
| 10 giugno 2021  |           |           |
| Caldes          | 5 - 4     | Lleida    |
| Deportivo Liceo | 3 - 2     | Voltregà  |
| 11 giugno 2021  |           |           |
| Reus Deportiu   | 7 - 6     | Girona    |
| Barcellona      | 6 - 3     | Noia      |

### Semifinali
| Squadra 1       | Risultato | Squadra 2     |
| --------------- | --------- | ------------- |
| 12 giugno 2021  |           |               |
| Deportivo Liceo | 4 - 1     | Caldes        |
| Barcellona      | 6 - 3     | Reus Deportiu |

### Finale
| La Coruña 13 giugno 2021 | Barcellona | 2 – 3 | Deportivo Liceo | Pazo dos Deportes de Riazor |